# 1958 en Inde
Chronologie de l'Inde
- 1954
- 1955
- 1956
- 1957
- 1958
- 1959
- 1960
- 1961
- 1962

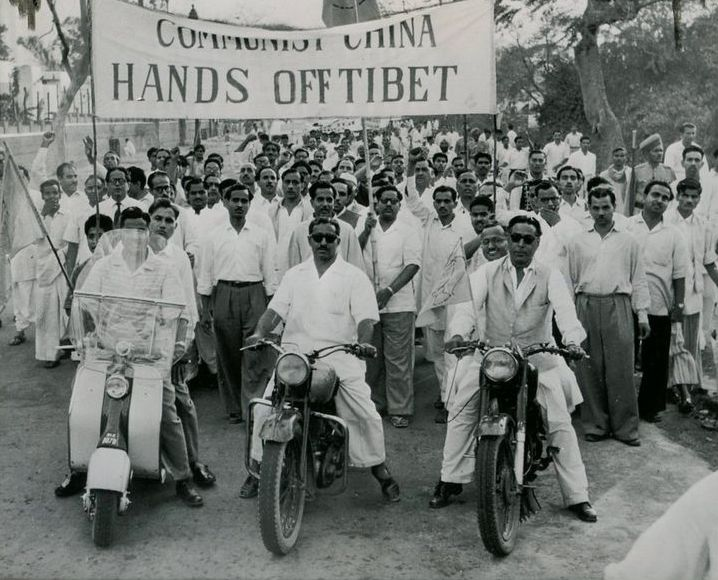
Manifestation pro-Tibet et anti-chinoise (7 février).

Cette page concerne les évènements survenus en 1958 en Inde  :

## Évènement
- Affaire de la conspiration du Cachemire (en)
- 18-20 mai : La 16e session du Congrès indien du travail se tient à New Delhi.
- 25 mai : Crash de l'Avro York de Dan-Air (en) lors d'un atterrissage d'urgence à Gurgaon (bilan : 4 morts)
- septembre : Projet Dandakaranya (en), ou le projet DNK, est la forme d'action que le gouvernement indien a conçue pour l'installation des personnes déplacées du Bangladesh (anciennement le Pakistan oriental) et pour le développement intégré de la région en tenant particulièrement compte de la promotion des intérêts de la population tribale locale.
- 11 septembre : Loi Armed Forces (Special Powers) Act relative aux pouvoirs spéciaux des Forces armées indiennes.

## Cinéma
- 5e cérémonie des Filmfare Awards
- 5e cérémonie des National Film Awards (en)
- Les films Madhumati (en), Chalti Ka Naam Gaadi (en) et Yahudi se classent aux premières places du box-office indien de 1958.

Sortie de film
- L'Homme-auto
- Lajwanti
- La Pierre philosophale
- Le Fugitif
- Le Salon de musique
- Sadhna
- Yahudi

## Littérature
- Jhutha Sach (en), roman de Yashpal (en).
  - Vatan Aur Desh (en) (premier volume)
- Le Guide (en), roman de R. K. Narayan
- Naalukettu (en), roman de M. T. Vasudevan Nair (en).
- Subbana (en), roman de Masti Venkatesha Iyengar (en).
- Sundarikalum Sundaranmarum (en), roman d'Uroob (en).

## Sport
- Création du Hind Kesari (en), championnat de Kushti (lutte indienne).
- Participation de l'Inde aux Jeux asiatiques (en) de Tokyo.
  - Médaille d'or au 400 mètres pour Milkha Singh.
- Participation de l'Inde aux Jeux de l'Empire britannique et du Commonwealth (en) de Cardiff.
  - Médaille d'or au 400 mètres pour Milkha Singh.

## Création
- Conseil national de la productivité
- Fondation Gandhi pour la paix (en)
- Groupe de prière des amis missionnaires (en)
- Indian Journal of Pathology & Microbiology (en), journal.
- Parti révolutionnaire des travailleurs (en)
- Prix Shanti Swarup Bhatnagar de sciences et technologie

## Dissolution
- United Press of India (en), agence d'information.

## Naissance
- Lucky Ali (en), chanteur, compositeur et acteur.
- Fatafat Jayalaxmi (en), actrice.
- Nassar (en), acteur.
- R. R. Patil (en), personnalité politique.
- Jaya Prada, actrice et personnalité politique.
- Pamela Rooks (en), réalisatrice.
- Satyabrata Rout (en), directeur de théâtre et scénographe.
- Subodh Sarkar (en), poète et écrivain.
- Indira Soundarajan, écrivain.
- G. Srinivasan (de), réalisateur.
- Adille Sumariwalla (en), sprinteur.
- T. N. Venkataramana (en), mathématicien.

## Décès
- Bibhutibhushan Datta (en), historien des mathématiques indiennes.
- Kantilal Pandya (gu), chimiste et écrivain.
- Jadunath Sarkar, historien.